# Суськ-Новий (Серпецький повіт)
Суськ-Новий (пол. Susk Nowy) — село в Польщі, у гміні Серпць Серпецького повіту Мазовецького воєводства.
Населення — 119 осіб (2011).
У 1975-1998 роках село належало до Плоцького воєводства.

## Демографія
Демографічна структура станом на 31 березня 2011 року:
|          | Загалом | Допрацездатний вік | Працездатний вік | Постпрацездатний вік |
| -------- | ------- | ------------------ | ---------------- | -------------------- |
| Чоловіки | 62      | 14                 | 43               | 5                    |
| Жінки    | 57      | 14                 | 32               | 11                   |
| Разом    | 119     | 28                 | 75               | 16                   |